# Pleasant Valley Township (Scott County, Iowa)
Die Pleasant Valley Township ist eine von 13 Townships im Scott County im Osten des US-amerikanischen Bundesstaates Iowa und Bestandteil der Metropolregion Quad Cities. 

## Geografie
Die Pleasant Valley Township liegt am Mississippi, der die Grenze zwischen Iowa und Illinois bildet. Die Township erstreckt sich über 72,9 km², die sich auf 67,9 km² Land- und 5,0 km² Wasserfläche verteilen. Im Scott County benachbart sind die Le Claire Township im Nordosten und die Lincoln Township im Norden sowie die keiner Township angehörige Stadt Davenport im Westen. Im Süden und im Südosten grenzt die Pleasant Valley Township an den Mississippi, der die Grenze zum Rock Island County in Illinois bildet.

## Bevölkerung
Bei der Volkszählung im Jahr 2010 hatte die Township 34.936 Einwohner.

## Orte in der Pleasant Valley Township
In der Pleasant Valley Township gibt es drei selbstständige Gemeinden, die alle den Status City haben:
- Bettendorf
- Panorama Park
- Riverdale